# Thing (komiks)
Ben Grimm / Rzecz lub Stwór – jedna z postaci z komiksów marvelowskich Fantastyczna Czwórka.
Reed Richards wraz z przyjacielem, Benem Grimmem i dziewczyną, Susan Storm oraz jej bratem Johnnym wyruszył w podróż kosmiczną, by odkryć tajemnicę kodu genetycznego człowieka. W przestrzeni wystąpił wybuch nieznanej energii. Pod jej wpływem badacze posiedli nadprzyrodzone moce, które odmieniły ich życie. Przyjaciele stali się Fantastyczną Czwórką, na której czele stanął Reed. Ben przyjął przezwisko Rzecz. Stał się stworem o kamiennym ciele z super siłą.

## Odtwórcy roli
Postać Bena pojawiła się w takich filmach jak: Fantastyczna Czwórka, Fantastyczna Czwórka i jej sequelu oraz w Fantastycznej Czwórce, gdzie wcielili się w niego kolejno: Michael Bailey Smith, Michael Chiklis (w polskiej wersji językowej do pierwszej części Artur Dziurman) oraz Jamie Bell (w polskiej wersji językowej Paweł Krucz).